# Petele község
Petele község (románul: Comuna Petelea) község Maros megyében, Romániában. Központja Petele, hozzá tartozik Hétbükk.

## Népessége
A 2011-es népszámlálás adatai alapján a község népessége 2977 fő volt.